# Pont de Cossei
El Pont de Cossei és una obra de Sant Joan les Fonts (Garrotxa) inclosa a l'Inventari del Patrimoni Arquitectònic de Catalunya.

## Descripció

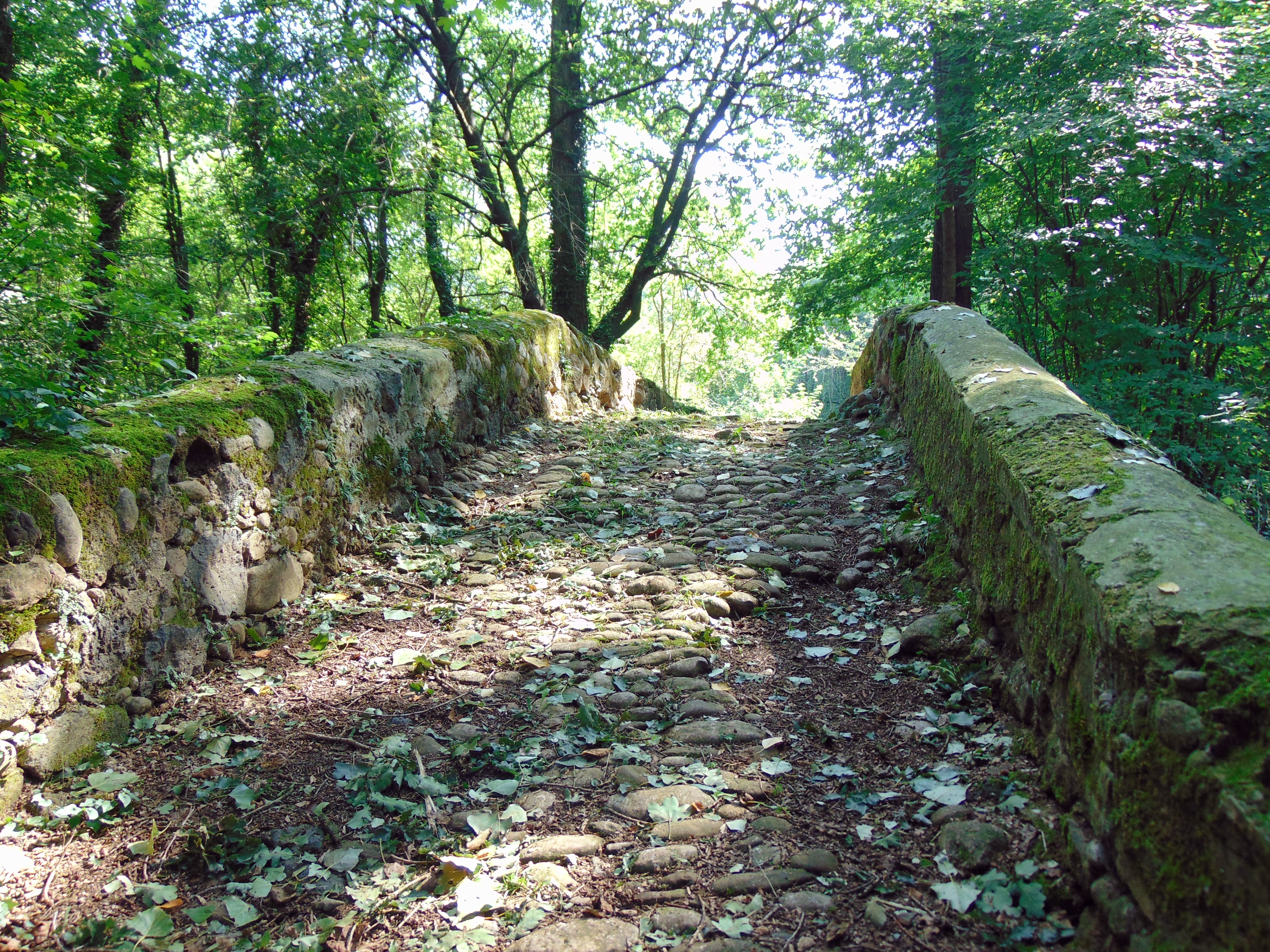

És un antic pont medieval situat damunt del riu Turonell, va ser bastit amb carreus ben tallats, per fer l'arcada, i amb pedra volcànica i petita, per construir la resta. Disposa d'una sola arcada de mig punt.

## Història
S'ignora qualsevol dada referent a aquest pont situat a pocs metres de l'antiga rectoria del poble de Begudà. Cap document ha aportat el nom d'un possible autor.